# Saint-Cyr, Haute-Vienne
Saint-Cyr (tiếng Occitan: Sent Circ) là một xã của tỉnh Haute-Vienne, thuộc vùng Nouvelle-Aquitaine, miền trung nước Pháp.